# Joseph Sauvinet
Joseph Sauvinet, né à Bayonne au XVIIIe siècle et mort au XIXe siècle, était un armateur de La Nouvelle-Orléans à l'époque où la ville croulait sous l'arrivée des réfugiés français de Saint-Domingue en Amérique.

## Biographie
Né à Bayonne, avocat et gérant des affaires du pirate Jean Lafitte, il lui fit construire une maison luxueuse, avec des jardins secrets, à La Nouvelle-Orléans, dans le vieux quartier français, où il détenait d'importantes propriétés immobilières ainsi que des parts dans la "plantation Chalmette".
Arrivé dans la ville en 1803, il rachète un terrain à Bartholome Bosque, où il fera construire en 1822 une belle maison toujours sur pied. Il était aussi le protecteur du pirate Renato Beluche et plus généralement un acteur important, en tant qu'armateur et pirate, de la Piraterie des années 1800 dans la Caraïbe.